# Grok (chatbot)
A Grok egy generatív mesterséges intelligencia chatbot, amelyet az xAI fejlesztett ki. Az azonos nevű nagy nyelvi modellen (LLM) alapul, és 2023-ban indult Elon Musk kezdeményezésére. A chatbotot úgy hirdetik, hogy „humorérzékkel” és közvetlen hozzáféréssel rendelkezik az X-hez (korábbi nevén Twitter).. Jelenleg elérhető az X-en, valamint önálló weboldalán és iOS-alkalmazásán.

## Háttér
Musk 2015-ben Sam Altmannal közösen alapította az OpenAI nevű mesterséges intelligencia kutató szervezetet. Musk 2018-ban kilépett a cég igazgatótanácsából, döntéséről azt mondta, hogy „nem értett egyet azzal, amit az OpenAI csapata akart csinálni”. 2022-ben az OpenAI elindította a ChatGPT-t, 2023 márciusában pedig a GPT-4-et. Abban a hónapban Elon Musk egyike volt azoknak a személyeknek, akik aláírták a Future of Life Institute nyílt levelét, amelyben a GPT-4-nél erősebb AI-szoftverek fejlesztésének hat hónapos szüneteltetésére szólítottak fel.
2023 áprilisában Elon Musk a Tucker Carlson Tonight című műsorában adott interjúban elmondta, hogy szándékában áll egy „TruthGPT” nevű AI chatbot kifejlesztése, amelyet úgy jellemzett, mint „egy maximálisan igazságkereső AI-t, amely megpróbálja megérteni az univerzum természetét.”[6] Aggodalmát fejezte ki Carlson felé, hogy a ChatGPT-t „politikai korrektségre képzik ki”.
Az TruthGPT később „Grok” néven vált ismertté, amely Robert A. Heinlein 1961-es Stranger in a Strange Land című sci-fi regényében Robert A. Heinlein által a megértés egy formájának leírására kitalált ige.

## Története

A Grok logója 2023 és 2025 január között

## Verziók
Az alábbi táblázat a Grok verzióit sorolja fel, bemutatva az egyes verziók újdonságait és fejlesztéseit:
| Verzió      | Kiadási dátum  | Leírás | Licenc          |
| ----------- | -------------- | --- | --------------- |
| Grok-1      | 2023 november  | Az első Grok verzió. | Apache-2.0      |
| Grok-1.5    | 2024 május     | A Grok-1 verzióhoz képest továbbfejlesztett, jobb következtetési képességeket és 128 000 token hosszúságú kontextust kínál. Grok-1.5 was released to all X Premium users on May 15, 2024.                                                                 | Zárt forráskódú |
| Grok-1.5V   | Kiadatlan      | Képes a legkülönbözőbb vizuális információk feldolgozására, beleértve a dokumentumokat, diagramokat, grafikonokat, képernyőképeket és fényképeket. | Zárt forráskódú |
| Grok-2      | 2024 augusztus | A Grok-1.5 verzióhoz képest továbbfejlesztett teljesítmény- és érvelés-, valamint képgenerálási képesség. | Zárt forráskódú |
| Grok-2 mini | 2024 augusztus | A Grok-2 „kicsi, de alkalmas testvére”, amely az xAI szerint „egyensúlyt kínál a sebesség és a válaszok minősége között”. | Zárt forráskódú |
| Grok-3      | 2025 február   | A Grok-3 „10x” nagyobb számítási teljesítményű, mint a Grok-2. Az OpenAI o3-hoz hasonló fejlett érvelési képességekkel rendelkezik, amelyeket a „Think” vagy „Big Brain” üzemmódban aktivál az összetett kérdések megoldásához.                           | Zárt forráskódú |
| Grok-3 mini | 2025 február   | A Grok-3 mellett megjelent Grok-3 Mini egy könnyebb, gyorsabb alternatívát kínál azoknak a felhasználóknak, akiknek a sebesség fontosabb, mint a pontosság. Nagyobb társához hasonlóan a Grok-3 Mini is fejlett következtetési képességekkel rendelkezik. | Zárt forráskódú |

## Elérhetőség
Az AccessGrok jelenleg elérhető az X-en, valamint az önálló weboldalon és az iOS és Android alkalmazásokon, ez utóbbiak jelenleg Ausztráliára, Kanadára, Indiára, Szaúd-Arábiára és a Fülöp-szigetekre korlátozódnak.